# Cratere Inkeri
Inkeri  è un cratere sulla superficie di Venere.